# Cozumel
Cozumel (phát âm tiếng Tây Ban Nha: [kosu'mel], tiếng Maya Yucatán: Kùutsmil) là một hòn đảo ngoài khơi bờ đông bán đảo Yucatán của México, trong biển Caribbe, đối diện với Playa del Carmen, và gần với eo biển Yucatán. Nền kinh tế Cozumel dựa trên du lịch, với các balneario, và nơi cho phép lặn có bình khí, và có ống hơi. Đô thị chính trên đảo là San Miguel de Cozumel. Hòn đảo thuộc bang Quintana Roo, México.

## Tên
Cái tên Cozumel xuất phát từ "Cuzamil" hay "Ah Cuzamil Peten" trong các ngôn ngữ Maya, có nghĩa là "đảo chim nhạn" (tiếng Tây Ban Nha: Isla de las Golondrinas).